# Acta Neuropathologica
Acta Neuropathologica (Acta Neuropathol., ANP) ist eine Fachzeitschrift für Neuropathologie, die monatlich bei Springer Science+Business Media erscheint.
2022 betrug der Impact Factor der Zeitschrift 12,7.
Die Zeitschrift wurde 1961 von Franz Seitelberger gegründet, seine Nachfolger als Chefredakteur waren Kurt Jellinger und später Werner Paulus. Im Jahr 2019 übernahm Johannes Attems diese Rolle.